# Камиль III д’Альбон
Клод-Камиль-Франсуа д’Альбон (фр. Claude-Camille-François d'Albon; 8 июля 1752, Лион — 3 октября 1789, замок Авож (Сен-Ромен-де-Попе) — граф д’Альбон, принц Ивето, французский литератор.

## Биография
Сын Камиля II д’Альбона и Мари-Жаклин Оливье.
Кампмейстер кавалерийского полка, командор орденов Португалии, член нескольких европейских академий.
Был сторонником доктрины физиократов, другом Франсуа Кенэ и Кур де Жебелена, которому воздвиг величественное надгробие в своих садах во Франконвиле в долине Монморанси. Состоял в переписке с Вольтером. Эти знакомства, литературные и научные занятия, а также путешествия по Европе сделали графа знаменитым.
Характер имел со странностями, и склонный к меланхолии. В городке Ивето, столице княжества, он в 1786 приказал выстроить на рыночной площади крытые торговые ряды, и установил там доску с надписью Gentium Commodo Camillius III, ставшую местной достопримечательностью. Также перестроил местную церковь, поместив на фасаде надпись Deo viventi Camillius III.
Ликвидация 4 августа 1789 Национальным собранием феодальных привилегий положила конец существованию княжества Ивето. Принц, лишившийся ренты со своих владений, распорядился продать большую часть земель.
Является автором следующих произведений:
- Poésies fugitives (по утверждению авторов «Новой всеобщей биографии», сочинение весьма посредственное)
- Éloge historique de François Quesnay. — Paris, 1775, in-8°
- Éloge de Chamousset, 1776, in-8°
- la Paresse, poëme en prose, 1777, in-8°
- Œuvres diverses, 1778, in-8° (награда Лионской академии, членом которой он состоял)
- Discours politiques. — Neufchâtel: imprimerie de la Société typographique, 1779—1781, 3 vol. in-8°, переиздано под названием Discours sur l’histoire, le gouvernement, les tisages, la littérature et les arts de plusieurs nations de l’Europe. — Paris, 1782, 4 vol. in-12° (по утверждению авторов «Новой всеобщей биографии» и Гюстава Ваперо, лучшая его работа)
- Discours sur cette question : Le siècle d’Auguste doit-il être préféré à celui de Louis XIV, relativement aux lettres et aux sciences? — Paris, 1784, in-8°
- Dialogue entre Alexandre et Clitus, in-8°
- Éloge de Court de Gébelin, 1785, in-8°

## Семья
Жена (30.04.1772; развод): Анжелика-Шарлотта де Кастеллан (16.12.1751—22.07.1822), дочь маркиза Эспри-Франсуа-Анри де Кастеллана и Луизы-Шарлотты Шарон де Менар
Дети:
- Виктория-Луиза-Маргарита д’Альбон (30.04.1780—31.10.1839). Муж (18.06.1805): барон Эсташ Луи де Воклен де Шен (1769—1859)
- Анна-Генриетта д’Альбон (17.09.1781—)
- Алиса-Камилла-Луиза д’Альбон (7.01—22.08.1783)